# Страшун, Борис Александрович
Борис Александрович Страшун (17 апреля 1929, Каунас — 7 сентября 2020) — советский и российский учёный-правовед, специалист в сфере конституционного права. Доктор юридических наук (1978), профессор, заведующий кафедрой государственного права зарубежных стран МГЮУ имени О. Е. Кутафина. Участвовал в написании одного из проектов текста Конституции Российской Федерации. 

## Биография
Родился 17 апреля 1929 года в Каунасе; во время Великой Отечественной войны он, вместе с матерью Надеждой Семёновной Страшун (1908—?), находился в эвакуации в Ульяновске. После войны, в 1951 году окончил международно-правовой факультет Московского государственного института международных отношений МИД СССР (МГИМО). 
После получения высшего образования, в период с 1952 по 1962 год, он работал в Государственном издательстве юридической литературы (сегодня — российское издательство «Юридическая литература») и в Издательстве института международных отношений (сегодня — издательство «Международные отношения»).
В 1962 году защитил кандидатскую диссертацию, выполненную без научного руководителя, по теме «Социалистическое избирательное право». В том же году он начал работать в Высшей дипломатической школы МИД СССР (сегодня — Дипломатическая академия МИД России): до 1966 года сначала являлся старшим преподавателем данного ВУЗа, а затем — доцентом. В 1966 году стал научным сотрудником Института государства и права Академии наук СССР: до 1988 года занимался исследованиями в области государственного права зарубежных социалистических стран, являлся сначала старшим, а затем — ведущим научным сотрудником.
Одновременно с научной работой, преподавал учебную дисциплину «Государственное права зарубежных социалистических стран» в МГИМО. В 1978 году успешно защитил в МГИМО докторскую диссертацию по теме «Социалистическое народное представительство»; в 1982 году стал профессором данного университета. В том же году занял должность заведующего кафедрой международного права, а через два года — занял аналогичный пост на кафедре конституционного (государственного) права во Всесоюзном юридическом заочном институте (сегодня — МГЮА).
В период распада СССР, принимал участие работе конституционной комиссии Съезда народных депутатов РСФСР (в качестве эксперта); участвовал в создании всех вариантов проекта российской Конституции; входил в рабочую комиссию Конституционного совещания, подготовившего итоговый текст Конституции, принятой в декабре 1993 года. Затем работал в Конституционном суде РФ, где занимал пост руководителя научно-аналитического центра конституционного правосудия — начальника управления; продолжал возглавлять кафедру конституционного права зарубежных стран, являющуюся частью МГЮА; читал студентам курс лекций «Конституционное (государственное) право зарубежных стран».

## Научная деятельность
Является автором и соавтором более трёх сотен научных работ: включая монографии и учебники; специализируется на сравнительном конституционном (государственном) праве, включая вопросы конституционно-правового регулирования деятельности публичной власти на различных уровнях, проблемы судебного конституционного контроля и вопросы избирательного права. Он занимался переводом научно-юридической литературы и нормативных актов с немецкого, испанского, английского и румынского языков. Руководил изданием четырёхтомного учебника по дисциплине «Конституционное (государственное) право зарубежных стран». Б.А. Страшун полагал, что конституционный контроль представляет собой любую форму проверки на соответствие Конституции актов и действий органов публичной власти, а также общественных объединений, осуществляющих публичные функции.

## Научные труды
- Социалистическое народное представительство: общие черты и национальные особенности. — М.: Прогресс, 1987. — 189 с.
- Конституционные перемены в Восточной Европе. — М.: Юридическая литература, 1991. — 206 с.
- Конституционное (государственное) право зарубежных стран. Особенная часть: учебник для вузов. —  М.: Норма, 2008. — 1136 с.
- Конституция Российской Федерации: историко-правовой комментарий. — М.: Норма, 2009. — 141 с.
- Социализм и демократия (социалистическое народное представительство). — М.: Проспект, 2017. — 213 с.